# Enzalutamide
L'Enzalutamide, noto precedentemente come MDV3100, è una molecola organica, a struttura non steroidea capace di inibire il recettore per gli ormoni androgeni con potenziale attività antitumorale. L'MDV3100 inibisce la crescita delle cellule di tumore prostatico e come conseguenza secondaria riduce i livelli di PSA nel sangue nei soggetti affetti da tumore della prostata.
È una molecola studiata dalla Medivation in collaborazione con la Astellas Pharma Inc..

## Farmacologia
Questa molecola si è dimostrata capace di inibire la crescita di cellule di tumore prostatico umano, bloccando il recettore degli ormoni androgeni con un'affinità da cinque a otto volte superiore a quella della bicalutamide, un altro farmaco utilizzato nel trattamento del tumore della prostata e correntemente in uso.
L'MDV3100 oltre all'attività antagonista non possiede quella agonista nei confronti del recettore per gli androgeni e si è mostrato capace di ridurre l'induzione di geni regolati da questo recettore, impedendone il legame con il DNA.

## Clinica
Uno studio multicentrico di fase I-II è stato condotto su 140 pazienti con età media di 68 anni e affetti da tumore della prostata in fase metastatica che avevano tutti ricevuto un trattamento ormonale e potevano aver ricevuto o meno un trattamento chemioterapico. L'MDV3100 ha mostrato una capacità di ridurre la malattia nel 22% dei pazienti e di stabilizzarla nel 49% dei pazienti con metastasi viscerali e nel 56% dei pazienti con metastasi ossee. Il tempo medio prima di evidenziare un aumento del PSA è stato di 27 settimane e di 47 settimane prima che un peggioramento della malattia fosse evidente con metodiche radiologiche. I più comuni eventi avversi sono stati stanchezza, nausea, stitichezza, diarrea e anoressia. Lo studio ha mostrato anche come la massima dose tollerabile sia quella di 240 mg al giorno.

## Ricerche in corso
Sono in corso 7 studi con la molecola
e di questi sono due gli studi di fase III attualmente in corso con l'intento di dimostrare una superiorità del trattamento con MDV3100 alla dose di 160 mg al giorno rispetto a un trattamento con placebo dopo trattamento con terapia ormonale, prima o dopo aver ricevuto una chemioterapia a base di docetaxel.
Secondo uno studio condotto su 21 pazienti sottoposti a biopsia metastatica prima del trattamento col farmaco e all'inizio della resistenza al trattamento stesso da parte del tumore alla prostata, significativamente l'espressione genica delle cellule cancerose ai due stadi non muta. Al 2022, si tratta del più numeroso campionamento prima e dopo il trattamento con enzatulamide. In tre casi, il tumore alla prostata, attaccando le cellule nervose, si è trasformato nel più aggressivo tumore neuroendocrino alla prostata.